# Phrynetolamia strandi
Phrynetolamia strandi là một loài bọ cánh cứng trong họ Cerambycidae.